# 엘프로그레소주

엘프로그레소 주의 위치

엘프로그레소주(스페인어: Departamento de El Progreso)는 과테말라 중부에 위치한 주로 주도는 과스타토야이며 면적은 1,922km2, 인구는 139,490명(2002년 기준)이다.
동쪽으로는 과테말라 시티, 남쪽으로는 바하베라파스 주, 서쪽으로는 사카파 주, 북쪽으로는 할라파 주와 접한다. 8개 지방 자치체를 관할한다.